# 세바스티앵 뢰브
세바스티앵 뢰브(Sébastien Loeb, 1974년 2월 26일 ~ )는 프랑스의 자동차 경주 선수이다. 시트로앵 토탈 WRT 소속으로 월드 랠리 챔피언십에서 9번 연속 우승하여 최다 드라이버 챔피언을 달성했으며 그밖에 랠리 최다 우승, 최다 포디엄과 스테이지 우승을 달성했다. 2012년을 끝으로 시즌 전체 출전에서 은퇴하면서 WRC에 부분적으로 참여했으며 2019년 현대 셸 모비스 WRT, 2022년 M-스포츠 포드 WRT로 소속을 옮겼다.